# Wiktorija Werschynina
Wiktorija Werschynina (ukrainisch Вікторія Вершиніна, engl. Transkription Viktoriya Vershynina; * 11. Juni 1971 in Poltawa, Ukrainische SSR) ist eine ehemalige ukrainische Weitspringerin.
1995 wurde sie Achte bei den Weltmeisterschaften in Göteborg und gewann Gold bei der Universiade. Im Jahr darauf scheitere sie bei den Olympischen Spielen in Atlanta in der Qualifikation.
1997 wurde sie Siebte bei den Weltmeisterschaften in Athen und gewann Silber bei der Universiade. Bei den Weltmeisterschaften 1999 in Sevilla und bei den Olympischen Spielen 2000 in Sydney schied sie in der Vorrunde aus.
1994 wurde sie ukrainische Meisterin im Dreisprung und 1999 im Weitsprung.

## Persönliche Bestleistungen
- Weitsprung: 6,92 m, 18. Mai 1996, Kiew
  - Halle: 6,73 m, 9. Februar 2000, Browary
- Dreisprung: 13,84 m, 1. Juni 1994, Bratislava
  - Halle: 13,78 m, 5. Februar 1994, Budapest